# Klusensprung
Der Klusensprung ist ein Zufluss der Wupper im Wuppertaler Stadtteil Elberfeld, Ortslage Kluse.

## Lage und Beschreibung
Der Klusensprung fließt vollständig verrohrt und führt nur bei sehr starken Niederschlägen Wasser. Seine gemauerte Mündung befindet sich nahe dem alten Elberfelder Bahnhof auf halber Höhe in der rund 15 Meter hohen Stützmauer, die die Trasse der Bahnstrecke Elberfeld–Dortmund gegenüber der tiefer fließenden Wupper und dem Stadtbereich mit dem Wuppertaler Schauspielhaus und dem Multiplex-Kino abstützt.
An der Stützmauer ist ein Schild mit dem Namen des Gewässers angebracht. Ein rund zehn Meter langer Stollen liegt hinter dem rund einen Meter großen Mündungsmundloch.
Aus Karten des ersten Drittels des 19. Jahrhunderts ist ersichtlich, dass der Klusensprung bis zum Bau der Bahnstrecke, des Bahnbetriebsgeländes an der Dessauer Straße und der Wohnbebauung in der Ortslage ein natürliches Oberflächenfließgewässer war. 1863 wird in einer Stadtbeschreibung erwähnt, dass der Klusensprung von der Eisenbahntrasse überbaut ist.